# Valdebaró
Valdebaró es un valle de la provincia española de Cantabria, que coincide aproximadamente con el municipio de Camaleño, recorrido por el río Deva desde su nacimiento en Fuente Dé hasta su unión en Potes con su afluente el Quiviesa. Históricamente, Valdebaró fue uno de los valles que conformaron la antigua provincia de Liébana, compuesta de los concejos o pueblos de Argüébanes, Baró, Cosgaya, Espinama, Lon y Brez, Mogrovejo, Pembes, Santibáñez y Tanarrio. Cuando existió un partido judicial con sede en Potes, pertenecieron al mismo. Actualmente, como todo el resto de Liébana, forman parte del partido judicial de San Vicente de la Barquera.